# Joanna Marciniak
Joanna Marciniak – polska artystka muzyczna grająca na organach.

## Życiorys
Ukończyła z wyróżnieniem Musikhochschule w Lubece (klasa organowa profesora Franza Danksagmüllera). Jest również absolwentką klasy organowej prof. Elżbiety Karolak i dra Jarosława Tarnawskiego oraz studiów klawesynowych u prof. Marii Banaszkiewicz-Bryły (Akademia Muzyczna w Poznaniu). Koncertuje zarówno solowo, jak i kameralnie. Jest nauczycielką muzyki w poznańskich szkołach muzycznych.

## Nagrody
Zdobyła następujące nagrody i wyróżnienia:
- II miejsce na Konkursie Dawnej Polskiej Muzyki Organowej w Legnicy,
- wyróżnienie na III Akademickim Konkursie Organowym Romuald Sroczyński in memoriam w Poznaniu,
- wyróżnienie na I Międzynarodowym Konkursie Organowym na Organach w Stylu Północnoniemieckiego i Francuskiego Baroku w Katowicach,
- I miejsca na konkursie zorganizowanym w ramach XXXII Międzynarodowego Festiwalu Muzyki Kameralnej i Organowej w Giżycku[1].